# Cristian Bud
Cristian Ionuţ Bud (sinh ngày 26 tháng 6 năm 1985 ở Baia Mare) là một cầu thủ bóng đá người România thi đấu ở vị trí tiền đạo cho Concordia Chiajna.

## Danh hiệu

### Câu lạc bộ
Liberty Salonta
- Românian Second League: 2005-06

CFR Cluj
- Românian First League: 2009–10
- Romanian Cup: 2009–10, 2015–16

Milsami Orhei
- Giải bóng đá vô địch quốc gia Moldova: 2014–15

### Cá nhân
- Cầu thủ xuất sắc nhất tháng Digi Sport: tháng 9 năm 2016